# Olympische Sommerspiele 1908/Teilnehmer (Belgien)
| Gelbes Symbol für Goldmedaillen mit stilisierten Olympischen Ringen | Graues Symbol für Silbermedaillen mit stilisierten Olympischen Ringen | Braundes Symbol für Bronzemedaillen mit stilisierten Olympischen Ringen |
| ------------------------------------------------------------------- | --------------------------------------------------------------------- | ----------------------------------------------------------------------- |
| 1                                                                   | 5                                                                     | 2                                                                       |

Belgien nahm an den Olympischen Sommerspielen 1908 in London, Großbritannien, mit 70 Sportlern teil. Dabei konnten die Athleten eine Gold-, fünf Silber- und zwei Bronzemedaillen gewinnen.

## Medaillengewinner

### Olympiasieger
| Name              | Sportart | Wettkampf            |
| ----------------- | -------- | -------------------- |
| Paul van Asbroeck | Schießen | Revolver und Pistole |

### Zweiter
| Name | Sportart   | Wettkampf                      |
| --- | ---------- | ------------------------------ |
| Oscar Taelman Marcel Morimont Rémy Orban Polydore Veirman Georges Mys François Vergucht Oscar de Somville Rodolphe Poma Alfred van Landeghem | Rudern     | Achter                         |
| Réginald Storms | Schießen   | Revolver und Pistole           |
| Paul van Asbroeck Réginald Storms Charles Paumier du Verger René Englebert                                                                   | Schießen   | Schnellfeuerpistole Mannschaft |
| Léon Huybrechts Louis Huybrechts Henri Weewauters                                                                                            | Segeln     | 6-Meter-Klasse                 |
| Victor Boin Herman Donners Fernand Feyaerts Oscar Grégoire Herman Meyboom Albert Michant Joseph Pletincx                                     | Wasserball | Männer                         |

### Dritter
| Name | Sportart | Wettkampf        |
| --- | -------- | ---------------- |
| Paul Anspach Désiré Beaurain Fernand Bosmans Fernand de Montigny Ferdinand Feyerick François Rom Victor Willems | Fechten  | Degen Mannschaft |
| Joseph Werbrouck                                                                                                | Radsport | 20 km            |

## Teilnehmer nach Sportarten

### Fechten
| Disziplin    | Platz        | Athlet                | Erste Runde               | Zweite Runde              | Halbfinale                | Finale         |
| ------------ | ------------ | --------------------- | ------------------------- | ------------------------- | ------------------------- | -------------- |
| Männer       |              |                       |                           |                           |                           |                |
| Degen Einzel | Fünfter      | Paul Anspach          | 5-2 (Zweiter in Gruppe H) | 3-1 (Erster in Gruppe 7)  | 5-2 (Erster in Gruppe 2)  | 2-5            |
| Degen Einzel | Halbfinalist | Gaston Renard         | 3-2 (Zweiter in Gruppe C) | 2-2 (Zweiter in Gruppe 2) | 3-5 (Fünfter in Gruppe 1) | nicht erreicht |
| Degen Einzel | Halbfinalist | François Rom          | 4-1 (Erster in Gruppe F)  | 3-1 (Erster in Gruppe 6)  | 3-5 (Fünfter in Gruppe 1) | nicht erreicht |
| Degen Einzel | Halbfinalist | Fernand Bosmans       | 4-3 (Dritter in Gruppe G) | 4-2 (Zweiter in Gruppe 6) | 4-7 (Achter in Gruppe 1)  | nicht erreicht |
| Degen Einzel | Halbfinalist | Pierre le Blon        | 3-2 (Zweiter in Gruppe K) | 4-1 (Erster in Gruppe 1)  | 2-6 (Achter in Gruppe 2)  | nicht erreicht |
| Degen Einzel | Zweite Runde | Marcel Van Langenhove | 2-2 (Zweiter in Gruppe M) | 2-3 (Dritter in Gruppe 6) | nicht erreicht            | nicht erreicht |
| Degen Einzel | Zweite Runde | Fernand de Montigny   | 5-3 (Zweiter in Gruppe E) | 2-2 (Dritter in Gruppe 7) | nicht erreicht            | nicht erreicht |
| Degen Einzel | Zweite Runde | François Stuyck       | 5-1 (Erster in Gruppe L)  | 1-3 (Vierter in Gruppe 1) | nicht erreicht            | nicht erreicht |
| Degen Einzel | Erste Runde  | André Sarens          | 3-6 (Siebter in Gruppe D) | nicht erreicht            | nicht erreicht            | nicht erreicht |
| Säbel Einzel | Halbfinalist | Joseph Van der Voodt  | 2-2 (Zweiter in Gruppe B) | 3-1 (Erster in Gruppe 3)  | 1-6 (Siebter in Gruppe 2) | nicht erreicht |
| Säbel Einzel | Zweite Runde | Étienne Grade         | 3-2 (Zweiter in Gruppe C) | 2-2 (Dritter in Gruppe 1) | nicht erreicht            | nicht erreicht |
| Säbel Einzel | Zweite Runde | Paul Anspach          | 5-2 (Zweiter in Gruppe J) | 0-4 (Fünfter in Gruppe 5) | nicht erreicht            | nicht erreicht |
| Säbel Einzel | Erste Runde  | Antoine Van Tomme     | 2-2 (Vierter in Gruppe F) | nicht erreicht            | nicht erreicht            | nicht erreicht |
| Säbel Einzel | Erste Runde  | André du Bosch        | 2-3 (Vierter in Gruppe I) | nicht erreicht            | nicht erreicht            | nicht erreicht |
| Säbel Einzel | Erste Runde  | Henri Six             | 1-4 (Fünfter in Gruppe A) | nicht erreicht            | nicht erreicht            | nicht erreicht |
| Säbel Einzel | Erste Runde  | Alexis Simonson       | 2-3 (Fünfter in Gruppe L) | nicht erreicht            | nicht erreicht            | nicht erreicht |

| Disziplin        | Platz    | Athleten | Qualifikation     | Erste Runde                                             | Halbfinale                    | Finale                                           | Hoffnungsrunde     | Fechten um Platz 2                                 |
| ---------------- | -------- | --- | ----------------- | ------------------------------------------------------- | ----------------------------- | ------------------------------------------------ | ------------------ | -------------------------------------------------- |
| Männer           |          | |                   |                                                         |                               |                                                  |                    |                                                    |
| Degen Mannschaft | Dritter  | Paul Anspach Désiré Beaurain Ferdinand Feyerick François Rom Fernand de Montigny Victor Willems Fernand Bosmans | Freilos           | Besiegte Schweden 11-6 → Halbfinale                     | Besiegte Italien 9-8 → Finale | Verloren gegen Frankreich 9-7 → Spiel um Platz 2 | Freilos            | Verloren gegen Großbritannien 9-5 → Bronzemedaille |
| Säbel Mannschaft | Sechster | André du Bosch Etienne Grade Antoine Van Tomme Joseph van der Voodt                                             | nicht ausgetragen | Verloren gegen Frankreich 10-6 → Ausgeschieden Sechster | nicht erreicht                | nicht erreicht                                   | nicht qualifiziert | nicht qualifiziert                                 |

### Leichtathletik
| Disziplin       | Platz        | Athlet(en)       | Vorrunde                                | Halbfinale                       | Finale         |
| --------------- | ------------ | ---------------- | --------------------------------------- | -------------------------------- | -------------- |
| Männer          |              |                  |                                         |                                  |                |
| 100 m           | Vorläufe     | Victor Jacquemin | 11,5 Sekunden Zweiter, sechster Vorlauf | nicht erreicht                   | nicht erreicht |
| 100 m           | Vorläufe     | Jean Konings     | 11,6 Sekunden Zweiter, vierte Vorrunde  | nicht erreicht                   | nicht erreicht |
| 200 m           | Vorläufe     | Fernand Halbart  | k. A. Fünfter, zehnter Vorlauf          | nicht erreicht                   | nicht erreicht |
| 400 m           | —            | Victor Jacquemin | DNF —, zehnter Vorlauf                  |                                  |                |
| 1500 m          | Halbfinalist | François Delloye | nicht ausgetragen                       | k. A. Fünfter, achtes Halbfinale | nicht erreicht |
| 110 m Hürden    | Halbfinalist | Fernand Halbart  | Freilos                                 | DNS —, viertes Halbfinale        | nicht erreicht |
| Marathon        | —            | François Celis   | nicht ausgetragen                       | nicht ausgetragen                | DNF            |
| Disziplin       | Platz        | Athlet(en)       |                                         |                                  | Höhe/Weite     |
| Männer          |              |                  |                                         |                                  |                |
| Hochsprung      | 16.          | Léon Dupont      | nicht ausgetragen                       | nicht ausgetragen                | 1,67 m         |
| Standweitsprung | Achter-25.   | Léon Dupont      | nicht ausgetragen                       | nicht ausgetragen                | k. A.          |
| Standhochsprung | Achter       | Léon Dupont      | nicht ausgetragen                       | nicht ausgetragen                | 1,42 m         |

### Radsport
| Disziplin                        | Platz        | Athlet(en)                  | Vorrunde                          | Halbfinale                                | Finale         |
| -------------------------------- | ------------ | --------------------------- | --------------------------------- | ----------------------------------------- | -------------- |
| Männer                           |              |                             |                                   |                                           |                |
| 660 Yards (603,491 m)            | Halbfinalist | Lucien Renard               | 55,2 Sekunden Erster, 14. Vorlauf | k. A. Zweiter, viertes Halbfinale         | nicht erreicht |
| 660 Yards (603,491 m)            | Vorrunde     | Jean Patou                  | k. A. Zweiter, vierter Vorlauf    | nicht erreicht                            | nicht erreicht |
| 660 Yards (603,491 m)            | Vorrunde     | Joseph Werbrouck            | k. A. Zweiter, achter Vorlauf     | nicht erreicht                            | nicht erreicht |
| 660 Yards (603,491 m)            | Vorrunde     | Léon Coeckelberg            | k. A. Zweiter, 15. Vorlauf        | nicht erreicht                            | nicht erreicht |
| 660 Yards (603,491 m)            | Vorrunde     | Jean Van Benthem            | k. A. Dritter, zwölfter Vorlauf   | nicht erreicht                            | nicht erreicht |
| 5 km                             | Halbfinalist | Guillaume Coeckelberg       | nicht ausgetragen                 | k. A. Vierter-Siebter, siebtes Halbfinale | nicht erreicht |
| 20 km                            | Dritter      | Joseph Werbrouck            | nicht ausgetragen                 | 33:21,4 Dritter, erstes Halbfinale        | k. A.          |
| 20 km                            | Halbfinalist | Jean Van Benthem            | nicht ausgetragen                 | k. A. Siebter-Neunter, zweites Halbfinale | nicht erreicht |
| 20 km                            | —            | Léon Coeckelberg            | nicht ausgetragen                 | DSQ —, sechstes Halbfinale                | nicht erreicht |
| 100 km                           | Neunter-17.  | Guillaume Coeckelberg       | nicht ausgetragen                 | k. A. Siebter-Neunter, zweites Halbfinale | DNF            |
| 2000 m Tandem                    | Halbfinalist | Léon Coeckelberg Jean Patou | 2:25,0 Erster, vierter Vorlauf    | k. A. Vierter, erstes Halbfinale          | nicht erreicht |
| 1980 Yards Mannschaftsverfolgung | —            | Vier unbekannte Sportler    | DNS —, erster Vorlauf             | nicht erreicht                            | nicht erreicht |

### Ringen
| Disziplin                     | Platz   | Athlet         | Erste Runde          | Achtelfinale          | Viertelfinale        | Halbfinale     | Finale         |
| ----------------------------- | ------- | -------------- | -------------------- | --------------------- | -------------------- | -------------- | -------------- |
| Männer                        |         |                |                      |                       |                      |                |                |
| Griechisch-römischer Stil     |         |                |                      |                       |                      |                |                |
| Leichtgewicht (bis 66,6 kg)   | 17.     | Lucien Hansen  | Verlor gegen Lindén  | nicht erreicht        | nicht erreicht       | nicht erreicht | nicht erreicht |
| Leichtgewicht (bis 66,6 kg)   | 17.     | Fernand Steens | Verlor gegen Carlsen | nicht erreicht        | nicht erreicht       | nicht erreicht | nicht erreicht |
| Halbschwergewicht (bis 93 kg) | Fünfter | Marcel Dubois  | Besiegte Foskett     | Besiegte Brown        | Verlor gegen Saarela | nicht erreicht | nicht erreicht |
| Halbschwergewicht (bis 93 kg) | Neunter | August Meesen  | Freilos              | Verlor gegen Banbrook | nicht erreicht       | nicht erreicht | nicht erreicht |

### Rudern
| Disziplin | Platz   | Athlet(en) | Erste Runde       | Viertelfinale                        | Halbfinale                     | Finale         |
| --------- | ------- | --- | ----------------- | ------------------------------------ | ------------------------------ | -------------- |
| Männer    |         | |                   |                                      |                                |                |
| Einer     | Fünfter | Jozef Hermans | Freilos           | k. A. Zweiter, viertes Viertelfinale | nicht erreicht                 | nicht erreicht |
| Achter    | Zweiter | Oscar Taelman, Marcel Morimont, Rémy Orban, Georges Mys, François Vergucht, Polydore Veirman, Oscar de Somville, Rodolphe Poma, Alfred van Landeghem | nicht ausgetragen | Freilos                              | 8,22 Erster, erstes Halbfinale | k. A.          |

### Schießen
| Disziplin                                   | Platz         | Athlet(en)                                                                                      | Punkte |
| ------------------------------------------- | ------------- | ----------------------------------------------------------------------------------------------- | ------ |
| Männer                                      |               |                                                                                                 |        |
| Freies Gewehr Dreistellungskampf            | 35.           | Ernest Ista                                                                                     | 701    |
| Freies Gewehr Dreistellungskampf            | 36.           | Fernand Rey                                                                                     | 698    |
| Freies Gewehr Dreistellungskampf Mannschaft | Fünfter       | Paul van Asbroeck Joseph Geens Ernest Ista Édouard Poty Henri Sauveur Charles Paumier du Verger | 4509   |
| Revolver und Pistole                        | Olympiasieger | Paul van Asbroeck                                                                               | 490    |
| Revolver und Pistole                        | Zweiter       | Réginald Storms                                                                                 | 487    |
| Revolver und Pistole                        | 15.           | René Englebert                                                                                  | 441    |
| Revolver und Pistole                        | 37.           | Jacques Pinchart                                                                                | 372    |
| Schnellfeuerpistole Mannschaft              | Zweiter       | Paul van Asbroeck René Englebert Réginald Storms Charles Paumier du Verger                      | 1863   |

### Schwimmen
| Disziplin      | Platz        | Athlet           | Vorlauf                                 | Halbfinale                        | Finale         |
| -------------- | ------------ | ---------------- | --------------------------------------- | --------------------------------- | -------------- |
| Männer         |              |                  |                                         |                                   |                |
| 100 m Freistil | Vorläufe     | Armand Deprez    | 1:18,0 Zweiter, neunter Vorlauf         | nicht erreicht                    | nicht erreicht |
| 100 m Freistil | Vorläufe     | Herman Meyboom   | k. A. Dritter-Sechster, erster Vorlauf  | nicht erreicht                    | nicht erreicht |
| 100 m Freistil | Vorläufe     | Victor Boin      | k. A. Dritter-Vierter, vierter Vorlauf  | nicht erreicht                    | nicht erreicht |
| 100 m Freistil | Vorläufe     | Fernand Feyaerts | k. A. Dritter-Vierter, sechster Vorlauf | nicht erreicht                    | nicht erreicht |
| 100 m Rücken   | —            | Oscar Grégoire   | DNF —, sechster Vorlauf                 | nicht erreicht                    | nicht erreicht |
| 200 m Brust    | Halbfinalist | Félicien Courbet | 3:16,4 Erster, siebter Vorlauf          | k. A. Vierter, zweites Halbfinale | nicht erreicht |
| 200 m Brust    | Vorläufe     | Pierre Strauwen  | k. A. Vierter, dritter Vorlauf          | nicht erreicht                    | nicht erreicht |

### Segeln

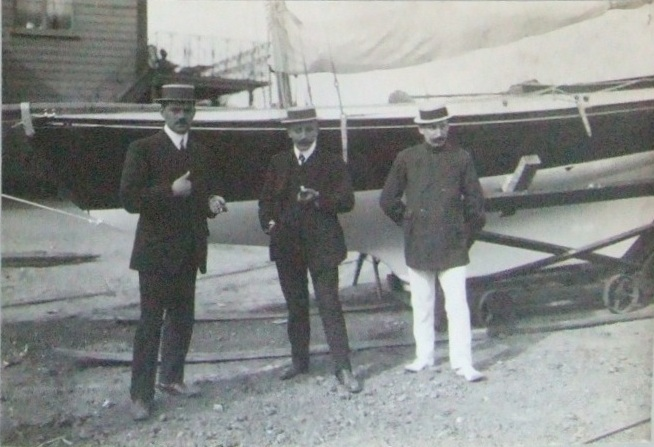
Die belgische Crew in der 6-Meter-Klasse bei den Olympischen Sommerspielen 1908

| Disziplin      | Platz   | Athleten                                                |
| -------------- | ------- | ------------------------------------------------------- |
| Männer         |         |                                                         |
| 6-Meter-Klasse | Zweiter | Zut Léon Huybrechts, Louis Huybrechts, Henri Weewauters |

### Turnen
| Disziplin       | Platz | Athlet          | Punkte |
| --------------- | ----- | --------------- | ------ |
| Männer          |       |                 |        |
| Einzelmehrkampf | k. A. | Antoine De Buck | k. A.  |
| Einzelmehrkampf | k. A. | Jean Van Guysse | k. A.  |

### Wasserball

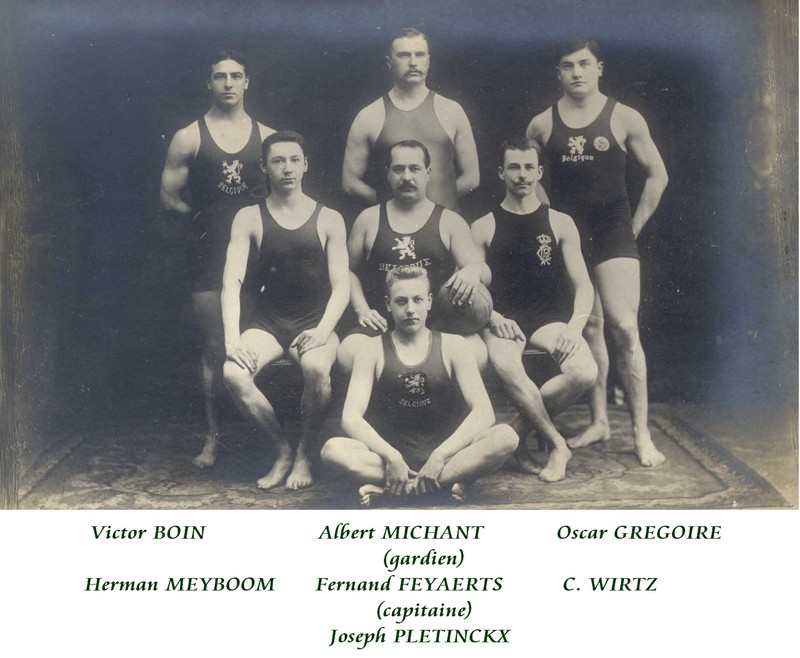
Die belgische Wasserballmannschaft bei den Olympischen Sommerspielen 1908

| Disziplin | Platz   | Athleten | Viertelfinale             | Halbfinale             | Finale                            |
| --------- | ------- | --- | ------------------------- | ---------------------- | --------------------------------- |
| Männer    |         | |                           |                        |                                   |
| Männer    | Zweiter | Victor Boin, Herman Donners, Fernand Feyaerts, Oscar Grégoire, Herman Meyboom, Albert Michant, Joseph Pletinckx | Besiegten Niederlande 8-1 | Besiegten Schweden 8-4 | Verloren gegen Großbritannien 9-2 |

### Wasserspringen
| Disziplin    | Platz | Athlet          | Vorrunde               | Halbfinale     | Finale         |
| ------------ | ----- | --------------- | ---------------------- | -------------- | -------------- |
| Männer       |       |                 |                        |                |                |
| Turmspringen | —     | Joseph Huketick | DNF —, zweite Vorrunde | nicht erreicht | nicht erreicht |